# Zametki po Sistematike i Geografii Rastenii
Zametki po Sistematike i Geografii Rastenii (abreviado Zametki Sist. Geogr. Rast.) es una revista científica con ilustraciones y descripciones botánicas que es editada en Tiflis desde el año 1938.